# En concierto (Indio Solari)
En concierto es un doble DVD y CD grabado en vivo por el grupo musical de rock argentino Indio Solari y los Fundamentalistas del Aire Acondicionado, lanzado en 2015.
El material cuenta con el registro del concierto en el Estadio Ciudad de La Plata el día 21 de diciembre del 2008 durante la gira de presentación del álbum de estudio Porco Rex, lanzado en 2007. Fue producido en el estudio Luzbola y mezclado y masterizado en los Estudios Abbey Road de Londres, Inglaterra.

## Lista de canciones
Todos las canciones pertenecen a Carlos Alberto Solari, excepto donde se indique.

| DVD 1 |                                              |                  |          |  |
| N.º   | Título                                       | Escritor(es)     | Duración |  |
| 1.    | «Intro + Pedía siempre temas en la radio...» | Indio Solari     | 5.50     |  |
| 2.    | «Ramas desnudas»                             | Indio Solari     | 5:02     |  |
| 3.    | «Porco Rex»                                  | Indio Solari     | 4:11     |  |
| 4.    | «Fusilados por la cruz roja»                 | Solari/Beilinson | 4.25     |  |
| 5.    | «Un poco de amor francés»                    | Solari/Beilinson | 3:32     |  |
| 6.    | «Bebamos de las copas lindas»                | Indio Solari     | 4:34     |  |
| 7.    | «Pabellón séptimo (Relato de Horacio)»       | Indio Solari     | 4:49     |  |
| 8.    | «Martinis y tafiroles»                       | Indio Solari     | 3:06     |  |
| 9.    | «Y mientras tanto el sol se muere...»        | Indio Solari     | 4:33     |  |
| 10.   | «Vuelo a Sidney»                             | Indio Solari     | 4:45     |  |
| 11.   | «Tatuaje»                                    | Indio Solari     | 4:53     |  |
| 12.   | «Sopa de lágrimas (para el pibe delete)»     | Indio Solari     | 3:52     |  |

| DVD 2 |                                              |                  |          |  |
| N.º   | Título                                       | Escritor(es)     | Duración |  |
| 1.    | «Te estás quedando sin balas de plata...»    | Indio Solari     | 4:59     |  |
| 2.    | «El infierno está encantador esta noche»     | Solari/Beilinson | 5:11     |  |
| 3.    | «Mariposa Pontiac - Rock del país»           | Solari/Beilinson | 4:57     |  |
| 4.    | «El tesoro de los inocentes»                 | Indio Solari     | 4:49     |  |
| 5.    | «¿Por qué será que Dios no me quiere?»       | Indio Solari     | 3:57     |  |
| 6.    | «To beef or not to beef»                     | Indio Solari     | 4:49     |  |
| 7.    | «Un ángel para tu soledad»                   | Solari/Beilinson | 3:54     |  |
| 8.    | «Nadie es perfecto + Ñam fri fruli fali fru» | Solari/Beilinson | 4:43     |  |
| 9.    | «Juguetes perdidos»                          | Solari/Beilinson | 7:03     |  |
| 10.   | «Flight 956»                                 | Indio Solari     | 5:14     |  |
| 11.   | «Ji ji ji»                                   | Solari/Beilinson | 5:39     |  |
| 12.   | «El valsecito del adiós»                     | Indio Solari     | 3:58     |  |

## Ficha técnica
INDIO presenta
Los fundamentalistas del aire acondicionado:
- Martín Carrizo: batería
- Hernán Aramberri: batería
- Baltasar Comotto: guitarra
- Gaspar Benegas: guitarra
- Pablo Sbaraglia: teclados
- Marcelo Torres: bajo
- Alejo Von Der Pahlen: saxo
- Ervin Stutz: trompeta
- Deborah Dixon: coros
- Luciana Palacios: coros

Con la riesgosa colaboración de:
Luzbola, DBN, Carlos García Rubio, Morocha Films

Con el estadio en sus manos:
Matías y Marcos Peuscovich

Con la cuidada mirada:
Gonzalo Rodríguez Bubis
Lucía van Gelderen

Grabación en vivo:
Gustavo Gauvry

Mezcla y mazterizado:
Estudios Abbey Road, Londres.

Coordinación de filmación y motions:
Hernán Huguet

Fotografía:
Edgardo A. Kevorkian

Diseño gráfico:
Adrián Marzano

Moderador general:
Julio Sáez

Productor en el arte y dirección general:
El monje Libertino y La providencia

## Posicionamiento en listas
| Listas (2015)     | Mejor posición |
| ----------------- | -------------- |
| Argentina (CAPIF) | 1              |